# Dove

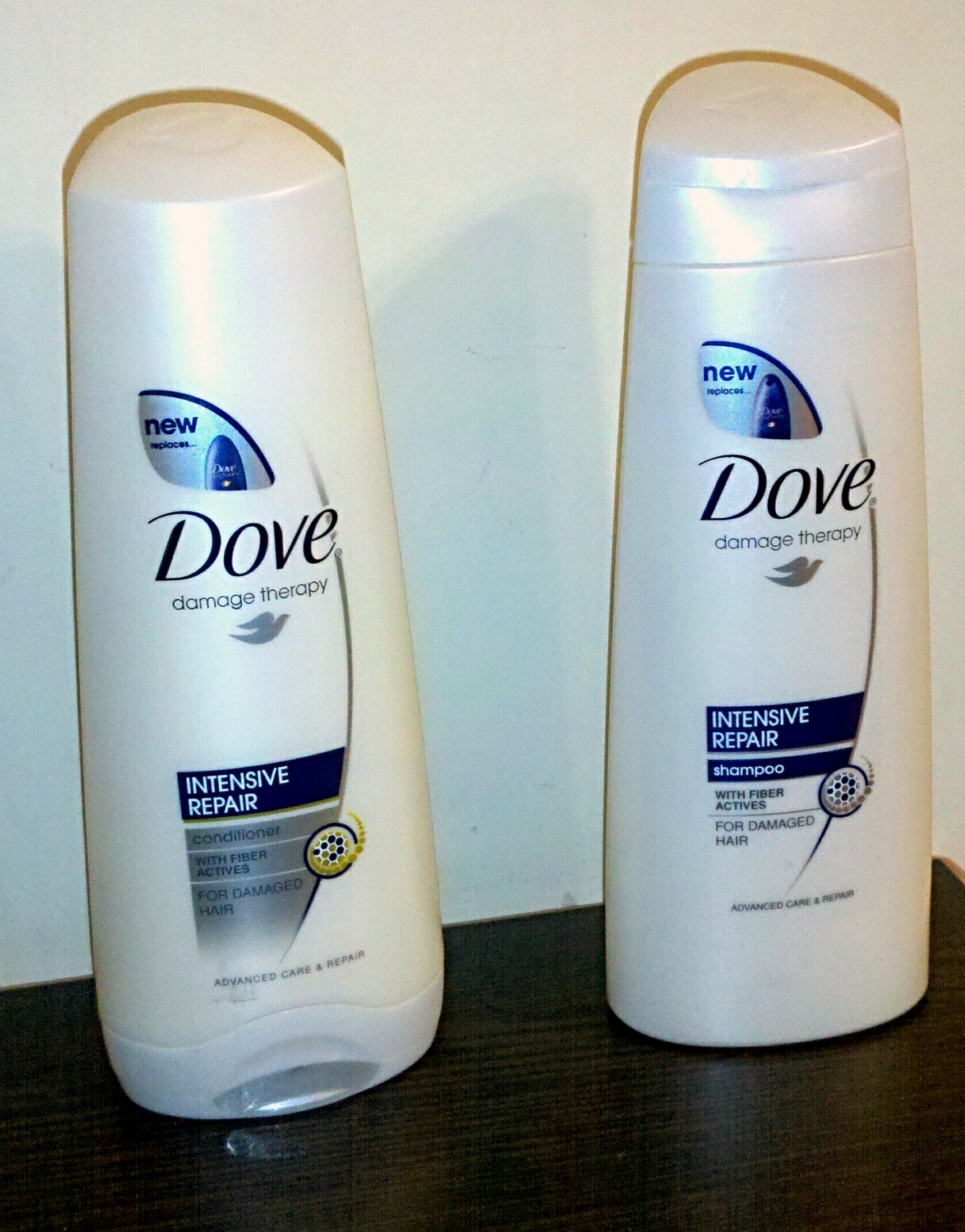
Xampu & condicionador da marca Dove

Dove é uma marca de produtos de higiene pessoal pertencente  à companhia Unilever. A marca abrange, porém, outros produtos, tais como xampus, condicionadores e hidratantes.
Durante a Segunda Guerra Mundial, o exército dos Estados Unidos utilizou uma fórmula diferente para tratar de seus ferimentos, fórmula esta que deu origem a um sabonete que tempos depois recebeu a pomba (símbolo da paz) como o símbolo de sua marca, exposta ao mercado americano em 1957.
Levado ao Brasil em 1992, a marca obteve expressiva aceitação, e em pouco mais do que uma década no país, tornou-se o quinto maior mercado internacional da marca. Seu apelo publicitário era de que o sabonete continha loção hidratante.
Com bons resultados, a marca diversificou os produtos, e a tornaram uma das marcas referências de higiene, beleza e cuidados pessoais do Brasil. Em 1999 foi lançado no Brasil primeiro produto que deu origem a diversificação da marca, o desodorante Dove. Em 2001 foram lançadas loções hidratantes e em 2002 os primeiros produtos para cabelos de seu portfólio.
Em 2002, os resultados expressivos se tornaram interessantes para a abertura, no Brasil, de uma das únicas três fábricas do produto no mundo, localizada em Valinhos, próximo a Campinas. A inauguração da fábrica acrescentou 60 empregos diretos à região e mais algumas centenas de empregos indiretos, principalmente em fornecedoras de matérias-primas.
O símbolo da empresa é uma pomba, que representa a paz, uma vez que inicialmente a marca era exclusiva dos militares.

## Sabonete Dove: o primeiro grande produto da Marca

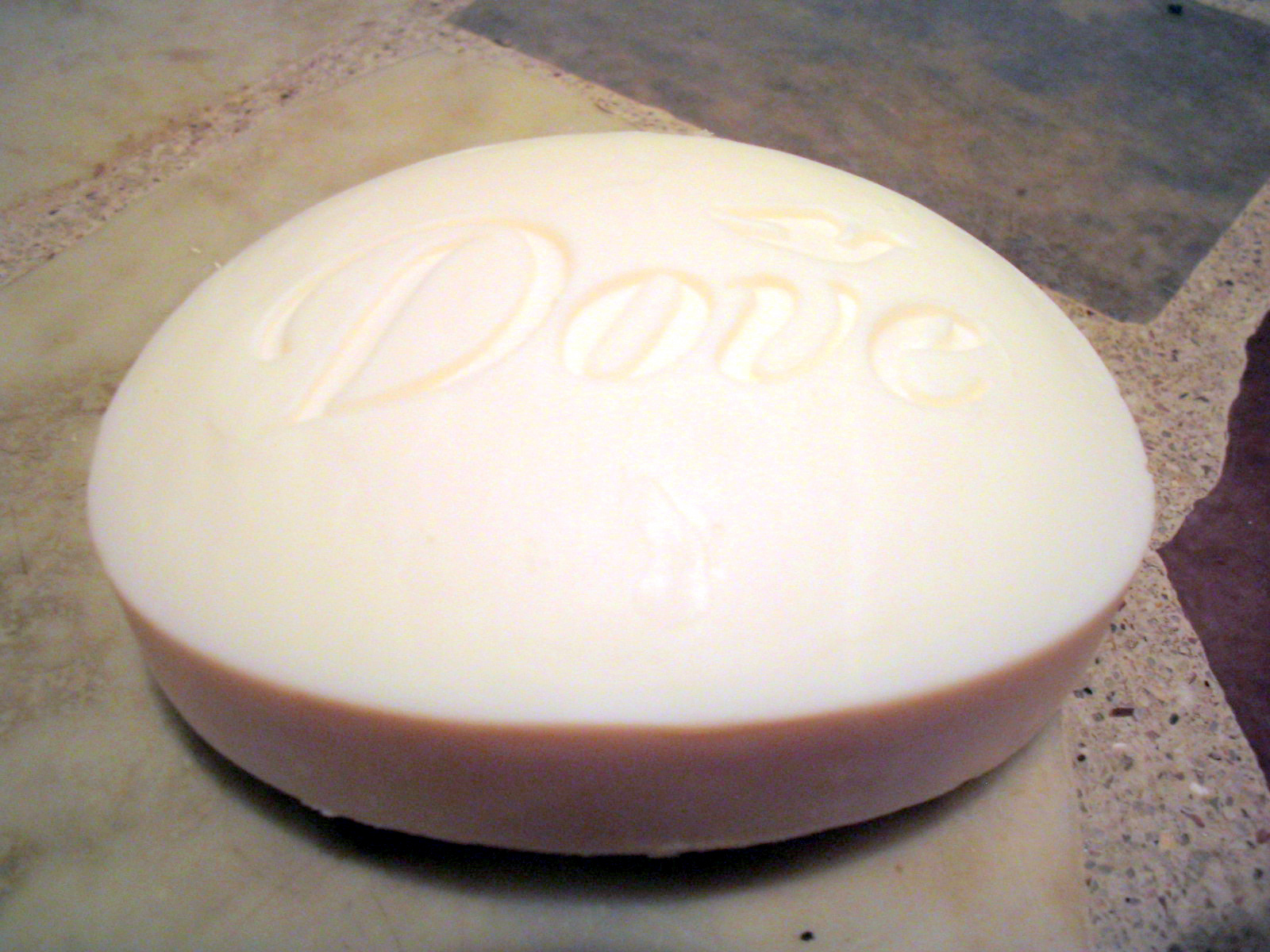
Sabonete Dove

O produto pioneiro desta marca foi o sabonete Dove, e por esse motivo, a marca ainda é percebida por grande parcela do mercado como sendo o nome de um único tipo de produto: o sabonete Dove. Ao serem perguntadas, no Brasil, sobre o que é Dove, a maior parte das pessoas respondem que Dove é a marca de um sabonete. Podemos então considerá-lo, dentro dos conceitos de marketing, como sendo o principal produto (carro chefe) do portifólio da marca.
Por causa do apelo publicitário em relação à loção hidratante integrada ao sabonete, esse tipo de sabonete é associado a categoria de  "extra-macio" pelos consumidores.
Devido à sua consistência, sua durabilidade é geralmente menor que os tipos de sabonetes mais comuns. Mercadologicamente falando, o sabonete Dove é um produto direcionado a uma classe diferenciada da população, com pouca sensibilidade a características como durabilidade e preço, e sensíveis a associação da marca à "maciez da pele".

## Cronologia do desenvolvimento da marca

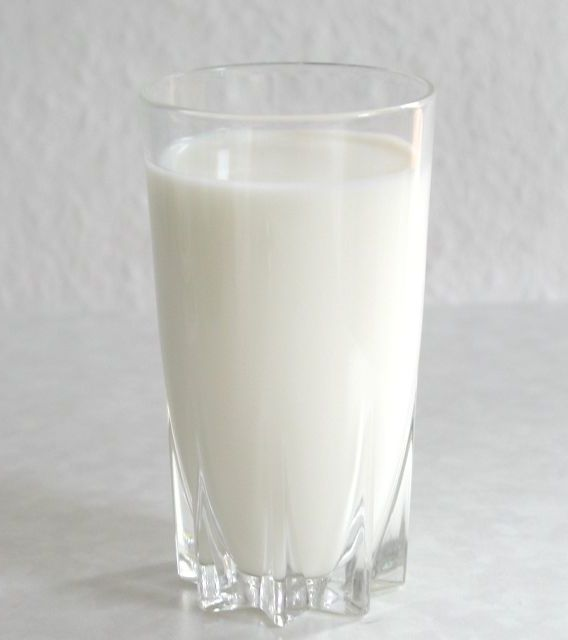
Associação da marca com o leite: Para atingir a percepção do consumidor, quanto a diferenciação de sua fórmula, no seu lançamento para o mercado, as campanhas publicitárias associavam constantemente sua fórmula ao leite ou loções hidratantes.

- 1995 - Lançamento do primeiro Sabonete Dove no território brasileiro
- 1996 - Lançamento do sabonete Baby Dove, destinado a crianças;
- 1997 - Lançamento do Dove Shower Liquid, sabonete líquido;
- 1999 - Início da diversificação da marca, com o lançamento dos Desodorantes Antitranspirantes Dove. Que a exemplo do sabonete, inovou ao oferecer ingredientes antitranspirantes combinados com a quarta parte de creme hidratante;
- 2000 - Lançamento de Dove Light, sabonete em barra com ¼ de loção hidratante;
- 2001 - Mais um novo produto lançado. Diversificação da marca com as loções hidratantes Dove NutriCare (pele seca), e Dove Hydra Intense (pele normal);
- Maio de 2002 - Renovação da linha de desodorantes com os Antitranspirantes Dove Sensitive, com uma fragrância suave para peles delicadas;
- Junho de 2002 - Inauguração da unidade de produção dos sabonetes da marca Dove, pela Unilever, no Brasil;
- Julho de 2002 - Nova diversificação, com o lançamento dos xampus, condicionadores e creme de tratamento Dove;
- Outubro de 2002 - Lançamento de uma linha especial, denominada Dove Verão, com adição de óleo de girassol a sua fórmula, objetivando tratamento intensivo e manutenção do bronzeado por muito mais tempo.
- Janeiro de 2003 - Lançamento dos desodorantes Dove Sem Perfume, e reformulação dos outros itens da linha de desodorantes com o acréscimo de nutrientes a sua fórmula;
- Março de 2003 - Nova diversificação, com o lançamento da loção "firmadora" Dove Firm Intense. A sua formulação contem colágeno e vitaminas essenciais, com o objetivo de hidratar, dar mais elasticidade a pele proporcionando uma aparência mais jovem.
- Maio de 2003 - Nova inovação, com o acréscimo funcional de esfoliação a linha de sabonetes com o sabonete Dove Esfoliação Diária.
- Julho de 2003 - Renovação da linha de desodorantes, com o lançamento de Dove Fresh, com uma nova embalagem em bisnaga para os desodorantes em creme.
- Setembro de 2003 - Lançamento da linha de cremes para pentear Dove, para os cabelos secos e tingidos, com uma moderna embalagem pump que facilita a aplicação do produto.
- Novembro de 2003 - para o verão de 2004, relançamento da linha "Dove Verão", com nova fórmula. Enriquecimento com Vitamina E, para os sabonetes e Betacaroteno para as loções hidratantes. A linha ficou disponível durante todo o verão, até Abril de 2004.
- Março de 2004 - Renovação da linha de cuidados para os cabelos, com a criação de duas linhas para os cabelos secos e danificados. Lançamento da Dove Essential Care e Dove Therapy. Revitalização da marca, com a renovação do rótulo dos demais produtos para os cabelos, tornando-os mais coloridos para ajudar a diferenciar suas variantes e intensidade de tratamento.
- Julho de 2004 - Renovação da linha de sabonetes, com o lançamento de Dove Firming, para manter a pele com a aparência firme.
- Setembro de 2004 - Lançamento de novas loções hidratantes Dove: Dove Nutrição Delicada (pele sensível), Dove Tratamento Nutritivo (pele extra-seca), Dove Nutrição Intensiva (pele seca), Dove Nutrição Balanceada (pele normal) e Dove Nutrição Firmadora para tratar a elasticidade da pele. A inovação desta linha trouxe novos conceitos ao mercado de loções hidratantes, agregando mais de uma funcionalidade ao produto,com a hidratação e nutrição.

## Campanha publicitária
Com uma campanha incomum, em 2004 e 2005 a marca obteve um crescimento histórico de cerca de 700% nas vendas mundiais. Dove, através de uma campanha criada pela agência Ogilvy, conquistou o interesse do público ao colocar "mulheres reais" para anunciar produtos de beleza. A campanha intitulada de "Real Curves", em português foi chamada de "Real Beleza". Inovadora, foi muito celebrada nos anos de 2004 e 2005, não somente pela direção de arte ou produção milionária. A campanha é referência pela autenticidade e pela exploração com perfeição do termo publicitário "PR Stunt", voltada para a promoção da auto-estima das mulheres. A campanha ainda permanece em 2006 e 2007.
Como resultado esperado, a campanha gerou uma série de divulgações, polêmicas, comentários e debates na imprensa. A mídia espontânea gerada pela campanha pôde ser alcançada em grande parte, devido a ousadia de desafiar o idílico, constantemente explorado pelos publicitários.

### Campanha Dove Real Beleza
Como parte da campanha, a empresa encomendou uma pesquisa de comportamento, realizada em 10 países com três mil mulheres. Segundo a pesquisa, somente 2% das mulheres pesquisadas se auto definem como sendo bonitas, 75% das mulheres definem sua beleza como sendo mediana e 50% entendem que seu peso esta acima do ideal.

## Top of Mind
No ano de 2003, a categoria "sabonetes" retornou às pesquisas do Top of Mind. Nesse ano Dove e Palmolive empataram com 12% de lembrança, e no desempate por "awareness" Palmolive foi considerado o mais lembrado entre os dois. Neste ano, a marca Lux foi a mais lembrada, com 34% das respostas, mesmo patamar da última vez em que a pesquisa havia sido feita, em 1994. Dove, se comparado com Lux, é a marca mais antiga e tradicional fabricada pela Unilever. A marca Lux já é fabricada há 71 anos e registrava no ano de 2003, segundo a AC Nilsen, 23% de participação no mercado.
Em 2004, o Top of Mind mostrou um fato interessante. A marca Dove obteve 14% de lembrança das mulheres, significativamente mais lembrada para elas do que para os homens. Quando perguntados sobre uma marca de desodorante, apenas 4% deles responderam Dove. Neste ano, na categoria Sabonetes, após uma campanha com a consagrada fórmula de apresentar estrelas de TV, Lux subiu 14% na lembrança das pessoas, alcançando a marca de 47%. Dove, permaneceu com 12% de lembrança, mas neste ano Palmolive caiu para 9%.
No Top of Mind de 2005, Dove atingiu a marca de 13% das citações em resposta a pergunta que busca obter do consumidor qual a marca mais lembrada de sabonete. Dentro de uma margem de erro, Dove e Palmolive ficaram empatados, a primeira com 13% e a segunda com 10%. No critério de desempate, por "awareness", no entanto, Palmolive foi o mais lembrado nas respostas sobre a pergunta "De quais outras marcas você se lembra?", na qual Palmolive obteve 33% de respostas enquanto Dove obteve 29%.
Dove ficou então atrás de Lux com 47% e Palmolive, pelo critério de desempate, sendo a terceira marca mais lembrada neste país.
Em 2006, a marca Dove fica posicionada em Terceiro lugar no Top Feminino como marca mais lembrada, ficou em terceiro lugar com 9% na preferência por desodorante e segundo lugar na preferência sabonete com 15% da preferência.